# Mineville-Witherbee
Mineville-Witherbee és una concentració de població designada pel cens dels Estats Units a l'estat de Nova York. Segons el cens del 2000 tenia 1.747 habitants.

## Demografia
Segons el cens del 2000, Mineville-Witherbee tenia 1.747 habitants, 609 habitatges, i 403 famílies. La densitat de població era de 151,9 habitants/km².
Dels 609 habitatges en un 26,6% hi vivien nens de menys de 18 anys, en un 48,3% hi vivien parelles casades, en un 11,7% dones solteres, i en un 33,8% no eren unitats familiars. En el 28,6% dels habitatges hi vivien persones soles el 15,3% de les quals corresponia a persones de 65 anys o més que vivien soles. El nombre mitjà de persones vivint en cada habitatge era de 2,38 i el nombre mitjà de persones que vivien en cada família era de 2,87.
Per edats la població es repartia de la següent manera: un 18,8% tenia menys de 18 anys, un 13,3% entre 18 i 24, un 32,4% entre 25 i 44, un 20,5% de 45 a 60 i un 14,9% 65 anys o més.
L'edat mediana era de 35 anys. Per cada 100 dones de 18 o més anys hi havia 149,6 homes.
La renda mediana per habitatge era de 36.579 $ i la renda mediana per família de 43.011 $. Els homes tenien una renda mediana de 28.594 $ mentre que les dones 21.250 $. La renda per capita de la població era de 24.440 $. Entorn del 6,7% de les famílies i el 10,4% de la població estaven per davall del llindar de pobresa.